# Vergo
Vergo é uma comuna (em albanês:  komuna) da Albânia localizada no distrito de Delvinë, prefeitura de Vlorë.